# فرودگاه باکس
فرودگاه باکس (به انگلیسی: Bucks Airport) یک فرودگاه همگانی بهره‌برداری هوایی است که یک باند فرود چمن دارد و طول باند آن ۵۷۹ متر است. این فرودگاه در شهر بریجتون، نیوجرسی کشور ایالات متحده آمریکا قرار دارد و در ارتفاع ۳۳ متری از سطح دریا واقع شده‌است.